# فردا هم روز خداست (فیلم ایتالیایی)
فردا هم روز خداست (انگلیسی: Tomorrow Is Another Day) یک فیلم ملودرام ایتالیایی است که در سال ۱۹۵۱ میلادی منتشر شد.

## بازیگران
- پیر آنجلی
- آلدو سیلوانی
- آنا-ماریا فررو
- لائورا گره
- آرنولدو فوآ
- روسانا پودستا
- الگا سولبلی
- روبرتو ریسو
- فرانکا تامانتینی
- ماریو ریوا
- رینا د لیگوئورو
- بیانکا دوریا
- جووانا گالتی
- آمدئو تریلی